# Dear Prudence
«Dear Prudence» — кавер пісня постпанк-гурту, Siouxsie and the Banshees, яка була випущена в 1983, році, пісня досягла 3-го, місця, в UK Singles Chart, і яка досягла успіху. Дана пісня написана британським рок-гуртом The Beatles, авторами пісні є Джон Леннон, і Пол Маккартні.